# Russell Coope
Russell Coope, également Geoffrey Russell Coope et G. Russell Coope (1930 Cheshire, Royaume-Uni - 2011), est un paléoentomologiste et néontologue du Quaternaire et un paléoclimatologue spécialisé dans le Pléistocène britannique.

## Biographie
Il est expert et chef de file dans la reconstruction des conditions paléoenvironnementales du Quaternaire à partir de coléoptères fossiles. L'âge relativement jeune de ses fossiles permet à Cooper d'explorer des sites de construction de fossiles, en plus des sites de terrain géologiques,.
Coope est professeur honoraire de sciences quaternaires, enseignant à l'Université de Birmingham de 1955 à 1993. Après sa retraite, il continue à travailler dans son laboratoire d'origine et à Royal Holloway, Université de Londres,. Coope se tourne vers les coléoptères en tant que sujet de recherche tout en recherchant des coraux fossiles dans les sédiments du Pléistocène révélés dans une carrière de sable exploitée dans les sables de Chelford,. La plupart des coléoptères qu'il trouvent proviennent de sites autour d'Upton Warren dans le Worcestershire, et il les utilisent pour montrer que le changement climatique passé a été rapide, des données qui sont ensuite confirmées par des carottes de glace du Groenland. Quaternary International publie en 2014 un numéro composé principalement d'articles donnés en son honneur en juin 2012 au Royal Holloway.